# Michel Morales
Michel Morales Escobar (* 27. Januar 1966) ist ein deutscher Filmproduzent, Regisseur und Drehbuchautor.

## Leben
Michel Morales absolvierte ein geisteswissenschaftliches Studium und erwarb sich dann erste Bühnenerfahrungen am Würzburger Theater am Neunerplatz. Dort arbeitete er für Thomas Heinemann als Beleuchter und Theatertechniker bei dessen Aufführungen Mutter ist die Beste (1988), Marmelade für Pu Ding (1989), Erich Kästners Stück für Kinder Pünktchen und Anton (1990), Heimlich, laut und leise (1990) und Oscar Wildes Erzählung Das Gespenst von Canterville (1991). 1992 gab er dort sein Debüt als Theaterregisseur mit einer Inszenierung von Samuel Becketts Dilogie Akt ohne Worte.
Nach einem weiteren Studium an der University of Southern California erwarb er 1998 den Abschluss Master of Fine Arts im Fach Filmproduktion. Zudem war er als wissenschaftlicher Mitarbeiter an der Julius-Maximilians-Universität Würzburg tätig und dozierte an der Stiftung „Münchenschule“ der Universität Stockholm in München. Nach dem Studium konnte er 1998/1999 an der Hochschule für Fernsehen und Film München als Produktionsleiter erste Erfahrungen im Bereich Filmproduktion sammeln und gründete dann 1999 in München die Filmproduktionsfirma Haifisch Entertainment GmbH, die heute den Namen Aviv Pictures GmbH trägt. Der von ihm für Florian Gallenberger produzierte Kurzfilm Quiero ser wurde unter anderem mit dem Oscar in der Kategorie „Bester Kurzfilm“ ausgezeichnet. 2001 erhielt Morales ein VGF-Nachwuchsstipendium.
2004 gründete er in Erweiterung der Haifisch Entertainment GmbH die Miromar Entertainment AG, die alle Phasen der Filmproduktion und des Filminvestments unter einem Dach vereint.
Anfang 2013 gründete Morales dann in München die Lucente Morales Film GmbH. Im selben Jahr wurde er in den Vorstand des Produzentenverbandes gewählt. 2014 saß er in der Auswahljury, die über den deutschen Beitrag für einen Oscar in der Kategorie „Bester nicht englischsprachiger abendfüllender Kinofilm“ befand. Seit 2015 ist Morales an der Bayerischen Akademie für Fernsehen (BAF) Dozent für den Studiengang TV-Producer.

## Filmografie
- 1999: Sunset in Venice (Produktion und Produktionsleitung; Kurzfilm; Regie: Spiro N. Taraviras)
- 1999: Quiero ser (Produktion und Produktionsleitung; Kurzfilm; Regie: Florian Gallenberger)
- 1999: Kumpels (Produktionsleitung; Kurzspielfilm; Regie: Kabel Kain und Georg Söring)
- 1999: kiss me! (Produktionsleitung; Spielfilm; Regie: Alexander Kunja)
- 1999: Blick eines Alten (Produktionsleitung; Kurzspielfilm; Regie: Michael Rentsch)
- 2001: Ocean Men: Extreme Dive (TV-Produktion; Dokumentation; Regie: Bob Talbot)
- 2003: Klassik à la Caracas (Produktion; Dokumentation; Regie: Kirsten Esch)
- 2003: Es wird etwas geschehen (Produktion; Kurzspielfilm; Regie: Roland Gießer)
- 2004: Durch die Blume (Produktion; Kurzfilm; Regie: Maximilian Engert)
- 2004: Leben außer Kontrolle (Produktion und Produktionsleitung; TV-Dokumentation; Regie: Bertram Verhaag)
- 2005: Mission Impossible – Gorbatschow und die deutsche Einheit (Produktion; Dokumentation; Regie: Volker Maria Arend)
- 2005: Atlantropa – Der Traum vom neuen Kontinent (Drehbuch, Regie und Produktion; TV-Dokumentation)
- 2006: Göring – Eine Karriere  (3tlg. TV-Dokumentation; Regie: Jörg Müllner)
- 2006: Der Olympia-Mord München '72: Die wahre Geschichte (Produktion; TV-Dokumentation; Regie: Sebastian Dehnhardt und Uli Weidenbach)
- 2008: Miss Conception (Co-Produktion; Filmkomödie; Regie: Eric Styles)
- 2008: Good (Co-Produktion; Spielfilm; Regie Vicente Amorim)
- 2009: Populär – 20 Jahre Fanta 4 (Produktion; Dokumentation; Regie: Joachim Müller)
- 2009: Frankie’s Jewels Co-Produktion (Actionfilm; Regie: Richard Chamberlin)
- 2010: Das Potsdamer Stadtschloss (Produktion; Dokumentation; Regie Joachim Castan und Margarete Kreuzer)
- 2012: Monstersalmon (Produktion; Doku-Kurzfilm; Regie: Gabriele Kröber und Bertram Verhaag)
- 2014: Lola auf der Erbse (Produktion und Produktionsleitung; Familienfilm; Regie: Thomas Heinemann)
- 2017: Euphoria (Co-Produktion und deutsche TV-Produktion, Abenteuerfilm von Lisa Langseth)